# Моріо
Мо́ріо (Onychognathus) — рід горобцеподібних птахів родини шпакових (Sturnidae). Представники цього роду мешкають в Афротропіках.

## Опис
Моріо досягають довжини 20-40 см і ваги 73–160 г. Вони досить подібні між собою і вирізняються характерними рудими рульовими перами, помітними в польоті. Самці моріо мають блискуче, повністю чорне забарвлення, у самиць голови сірі або темно-сірі.

## Види
Виділяють одинадцять видів:
- Моріо рудокрилий (Onychognathus morio)
- Моріо тонкодзьобий (Onychognathus tenuirostris)
- Моріо іржастокрилий (Onychognathus fulgidus)
- Моріо малий (Onychognathus walleri)
- Моріо сомалійський (Onychognathus blythii)
- Моріо сокотрійський (Onychognathus frater)
- Моріо аравійський (Onychognathus tristramii)
- Моріо білокрилий (Onychognathus nabouroup)
- Моріо кенійський (Onychognathus salvadorii)
- Моріо ефіопський (Onychognathus albirostris)
- Моріо західний (Onychognathus neumanni)

## Етимологія
Наукова назва роду Onychognathus походить від сполучення слів дав.-гр. ονυξ — пазур і γναθος — щелепа.